# Альфред фон Брізен
Альфред Артур Константін фон Брізен (нім. Alfred Arthur Konstantin von Briesen; 19 липня 1849, Берлін — 12 листопада 1914, Влоцлавек) — німецький воєначальник, генерал піхоти Прусської армії.

## Біографія
Представник знатного прусського роду. Син генерал-лейтенанта Луїса Артура фон Брізена (1819–1896) і його дружини Цецилії Гульди, уродженої фон Ведель (1823–1863).
Після закінчення кадетського корпусу 13 червня 1866 року вступив у 7-й Померанський піхотний полк № 54 прусської армії як фенріх портупеї. Він недовго брав участь у Австро-прусській війні і був підвищений до другого лейтенанта після укладання мирного договору 6 вересня 1866 року. З 1 лютого 1870 року служив ад'ютантом 1-го батальйону і на цій посаді брав участь у боях при Гравелотті і в облогах Меца і Парижа під час Французько-прусської війни.
1 жовтня 1872 року завершив трирічне навчання у Військовій академії і 12 листопада 1874 року став першим лейтенантом . У ході подальшої військової кар'єри він дослужився до звання оберста і з 22 травня 1899 року був командиром фузілерного полку «Королева Вікторія Шведська» (Померанський) №34 у Штеттіні. 21 березня 1903 року призначений командиром 71-ї піхотної бригади в Данцигу і незабаром після цього проведений в генерал-майори. 2 жовтня 1906 року призначений командиром 35-ї дивізії в Грауденці, а 16 жовтня 1906 року він був вироблений в генерал-лейтенанти. 5 березня 1910 року вийшов на пенсію. З 10 вересня 1910 року — генерал піхоти запасу.
З початком Першої світової війни Брізен був відновлений на службі та призначений командиром 49-ї резервної дивізії. Загинув під час битви при Лодзі.

## Сім'я
11 квітня 1882 року одружився з Ольгою фон Кляйст (1847–1938). В пари народився син, майбутній генерал піхоти Курт фон Брізен (1886–1941).

## Нагороди
- Залізний хрест 2-го класу
- Хрест «За вислугу років» (Пруссія) (25 років)
- Столітня медаль
- Орден Червоного орла 2-го класу із зіркою та дубовим листям
- Орден Франца Йосифа, командорський хрест із зіркою (Австро-Угорщина)
- Орден Корони (Пруссія) 1-го класу (22 березня 1910)[4]